# Mary-Lynn Neil
Mary-Lynn Elizabeth Neil (18. juni 1997) er en sanger og sangskriver fra Kingston, Canada. Hun er blevet omtalt som et country vidunderbarn. Hun blev opdaget af Brian Dolph, fra Cafe Music Group, da hun som 10-årig deltog i en sangkonkurrence i Consecon, Ontario, i 2008.
Neil's første single, "A Daughter's Prayer", blev skrevet til hendes far, Master-Corporal Mike Neil, da han tjente under Canadian Armed Forces i Afghanistan.  Sangen blev skrevet som et digt i hendes dagbog i Januar, 2009, og blev til en sang da hendes mor, Donna Neil, genkendte budskaberne i sangen.  "A Daughter's Prayer" blev indspillet i Nashville, Tennessee hos Cafe Music Group, og blev optaget i Longshot Studio i Kingston, Ontario. Mary-Lynn var 12 år gammel på det tidspunkt. 

"A Daughter's Prayer" blev udgivet i 26 lande. Det hjalp at henlede opmærksomheden på det offer, som militære familier, og børn i særdeleshed lider under. Den blev spillet under Remembrance Day, Memorial Day og ANZAC Day.
Hendes anden udgivelse, fra November 2010, var en julesang kaldet "I Want A Boy For Christmas".  Sangen blev endnu en gang indspillet i Nashville, og kombineret med en række af stilarter og genrer appellerede den demografisk bredt til lyttere. Den var på top-10 listen over DMDS-downloads,.
Mary-Lynn blev bedt om at være en del af det canadiske, Wayne Rostad's, Christmas in the Valley Tourne, i Oktober–December, 2010.
I 2010, hvor hun netop fyldte 13, blev Mary-Lynn anerkendt som det yngste professionelle medlem af Canadian Country Music Association.